# Spotkanie (film 2007)
Spotkanie – amerykański film fabularny z 2007 roku w reżyserii Toma McCarthy’ego.

## Obsada
- Richard Jenkins - profesor Walter Vale
- Haaz Sleiman - Tarek Khalil
- Danai Jekesai Gurira - Zainab
- Hiam Abbass - Mouna Khalil
- Marian Seldes - Barbara
- Maggie Moore - Karen
- Michael Cumpsty - Charles
- Bill McHenry - Darin
- Richard Kind - Jacob
- Tzahi Moskovitz - Zev
- Amir Arison - pan Shah
- Neal Lerner - Martin Revere
- Waleed Zuaiter - Omar
- Ashley Springer - student
- Laith Nakli - Nasim
- Walter Mudu - Ronald Cole
- Earl Baker Jr. - Lester James

i inni

## Nagrody i nominacje
Oscary za rok 2008
- Najlepszy aktor - Richard Jenkins (nominacja)

Nagroda Satelita 2008
- Najlepszy scenariusz oryginalny - Tom McCarthy
- Najlepszy aktor dramatyczny - Richard Jenkins
- Najlepsza reżyseria - Tom McCarthy (nominacja)